# Contarinia dactylidis
Contarinia dactylidis är en tvåvingeart som först beskrevs av Friedrich Hermann Loew 1851.  Contarinia dactylidis ingår i släktet Contarinia och familjen gallmyggor. Inga underarter finns listade i Catalogue of Life.